# مارك بوب
مارك بوب (بالإنجليزية: Mark Pope)‏ مواليد 11 سبتمبر 1972 في أوماها، هو لاعب كرة سلة أمريكي معتزل أصبح مدرباً بدأ مسيرته الاحترافية في سنة 1997. تم اختياره من قبل فريق إنديانا بايسرز خلال الدرافت. يبلغ طوله 6 قدم 10 بوصة (2.1 م). اعتزل اللعب في 2005.

## المسيرة الاحترافية
لعب مع إنديانا بايسرز من سنة 1997 إلى 1999، ثم لعب مع ميلووكي باكز من سنة 2000 إلى 2002، ثم لعب مع دنفر ناغتس من سنة 2003 إلى 2005.

## روابط خارجية
- مارك بوب على موقع إن بي أي (الإنجليزية)
- مارك بوب على موقع سبورتس رفرنس (الإنجليزية)
- مارك بوب على موقع كرة السلة الأوروبية.كوم (الإنجليزية)
- مارك بوب على موقع كلية كرة السلة في سبورتس رفرنس.كوم (الإنجليزية)
- مارك بوب على موقع ريلجم (الإنجليزية)
- مارك بوب على موقع بروبوليرز (الإنجليزية)
- مارك بوب على موقع كلية كرة السلة في سبورتس رفرنس.كوم (الإنجليزية)